# Consejo de Hacienda
El Consejo de Hacienda fue la institución encargada del control del gasto público en España y el fallo de los negocios contenciosos del mismo desde 1523 hasta el 24 de marzo de 1834.

## Historia
La administración de las finanzas reales de la Corona de Castilla estuvo atribuida desde la Edad Media a la Contaduría Mayor de Hacienda. Sin embargo, las deficiencias en el funcionamiento de la Hacienda, agravadas por las innovaciones que supuso la llegada de Carlos V, hicieron necesaria la creación de un organismo encargado específicamente de la búsqueda de nuevos recursos y sistemas de recaudación, y del control de la contabilidad y la tesorería. 
Este consejo fue instituido por el rey Carlos I en 1523, aunque no recibió ordenanzas formales para su regulación hasta el reinado de Felipe II,  por lo que 
será inestable durante todo el siglo, regulado por múltiples disposiciones, hasta que las ordenanzas de El Pardo de 1593 fijen su planta y atribuciones. Durante este periodo, su composición variará ostensiblemente, estando formado por un Presidente y varios Consejeros, entre los que destacan las figuras del Secretario, el Tesorero General, el Escribano de Finanzas y dos Contadores de Hacienda.
El siglo XVII se inaugura con las ordenanzas de Lerma de 1602, que, en un intento de solucionar la conflictividad existente entre el Consejo de Hacienda y la Contaduría Mayor de Hacienda, fusionan ambas instituciones en un único órgano denominado Consejo de Hacienda y Contaduría Mayor, al que se sumarán el Tribunal de Oidores y la Contaduría Mayor de Cuentas. La vida de este organismo seguirá siendo regulada por múltiples disposiciones (1621,1635, 1651, 1647, 1691), constituyendo las principales novedades del periodo la organización del Consejo en Salas de Gobierno y Justicia y la organización de la Comisión de Millones como sala independiente (1658). 
En 1658 fue integrada en el consejo la comisión de millones; en 1687 perdió sus atribuciones en el cobro, administración y distribución de las rentas, que pasaron a depender de la recién creada superintendencia general de rentas; a principios del siglo XVIII, por los Decretos de Nueva Planta dictados por Felipe V tras la guerra de sucesión española, pasó a encargarse no solo de las rentas de Castilla, sino también de la hacienda del reino de Aragón, que hasta entonces había estado administrada por un maestre racional del real patrimonio; en 1713, el Consejo de Hacienda es una complicada organización compuesta por más de 60 miembros, articulada en las siguientes dependencias: Sala de Gobierno, Sala de Justicia, Sala de Millones, Sala Criminal y Contaduría Mayor de Cuentas. Esta complejidad, unida a la ineficacia de su funcionamiento, provocará la progresiva pérdida de competencias gubernativas del Consejo en favor de otras instituciones hacendísticas de nueva creación (Superintendencia General de Hacienda y la Secretaría del Despacho de Hacienda, principalmente), quedando relegado el Consejo a la función judicial en apelación.
Tras la reforma de 1803, en la que recibe el vacío nombre de Consejo Supremo de Hacienda, se le dio nueva autoridad y lustre e igualdad en grado a los de Castilla e Indias, componiéndolo de un gobernador o presidente, once ministros de capa y espada, diez togados y tres fiscales, distribuidos en varias salas y concediéndole el conocimiento de varios negocios.
Era principalmente de la inspección de este consejo dar su dictamen al rey sobre planes de hacienda y todo lo relativo al buen régimen y prosperidad de las rentas del estado, conocer privativamente, con inhibición del consejo real y demás tribunales de los negocios de reversión a la corona de bienes y derechos que fueron de ella, de los de tanteo de jurisdicciones, señoríos y derechos anejos y de los de tanteo y consunción de oficios enajenados y conocer en grado de apelación de todas las causas en que tuviese interés o perjuicio la real hacienda, como de las causas sobre delitos de contrabando y defraudación, pertenecientes a los intendentes en primera; leyes del tit. 10, lib. 6, Nov. Rec. y ley de 3 de mayo de 1830.
Su supresión por decreto del 24 de marzo de 1834 será consecuencia de la gran reforma de la administración central subsiguiente a la muerte de Fernando VII y a la implantación definitiva del liberalismo. Siguiendo los principios de la separación de poderes y de la simplificación institucional, sus competencias administrativas pasarán a la Secretaría del Despacho de Hacienda, una de las secciones del Consejo Real de España e Indias y las judiciales al Tribunal Supremo de Hacienda, que se creó por otro decreto de igual fecha,  por el que se da nueva planta al Consejo.

## Atribuciones legales
Las competencias fundamentales de la institución son:
- Diseñar, dirigir y planificar las grandes líneas de la política hacendística, controlando siempre el ingreso (sistemas de percepción de rentas) y el gasto (procedimientos y orden del gasto, negociación de la deuda).
- Política monetaria.
- Provisión de los oficios relacionados con la hacienda.
- Función judicial, ejercida a través del Tribunal de Oidores.
- A partir de 1658, administración de los servicios de Millones.[1]